# قصعين هقاري
قصعين هقاري ( الاسم العلمي: Salvia chudaei أو Salvia tibestiensis )
أسماء محلية : تارقية (الجزائر) : أبهيهاوت، أوهيهات.

## الوصف النباتي
نبات عشبي معمر من الفصيلة الشفوية، متوطن في وسط الصحراء الكبرى .ارتفاعه من 30 إلى 60 سم، كثير التفرعات وافرعه مورقة .أوراقه مستطيلة (طويلة وضيقة) ، حوافها مسننة. أزهاره زرقاء باهتة تتموضع في سنابل على قمم الأغصان. رائحة النبات عطرية قوية.

## مناطق الإنتشار
ينتشر القصعين الهقاري في الصحراء الوسطى لاسيما جنوبي الجزائر ( الهقار ) و ليبيا و مناطق شمال دولتي تشاد (تيبستي) و مالي.

## الاستعمال
يستعمل النبات في الطبخ لتنكيه الأطعمة.كما يستعمل في الطب الشعبي في علاج أمراض النساء، أمراض المعدة (القرحة) و الجهاز الهضمي. كما أكدت الأبحاث العلمية أن الزيوت العطرية لهذا النبات تقضي على بعض أنواع البكتيريا و الفطريات.